# Koshiba Masatoshi
Koshiba Masatoshi (小柴 昌俊), (sinh ngày 19 tháng 9 năm 1926 tại Toyohashi, Nhật Bản - mất ngày 12 tháng 11 năm 2020) là một nhà vật lý học người Nhật Bản. Ông là một trong 3 nhà vật lý nhận giải Nobel vật lý trong năm 2002.
Ông bây giờ là Cố vấn cao cấp của Trung tâm Quốc tế Vật lý Hạt cơ (ICEPP) và Giáo sư danh dự của Đại học Tokyo.

## Tiểu sử

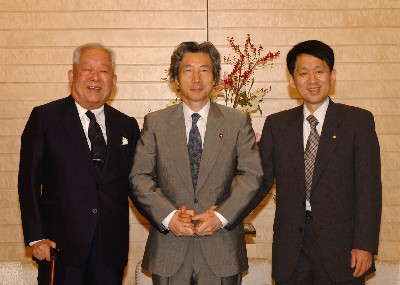
với Jun'ichirō Koizumi và Kōichi Tanaka (Tại Văn phòng chính thức Thủ tướng Chính phủ, 11 tháng 10 năm 2002)

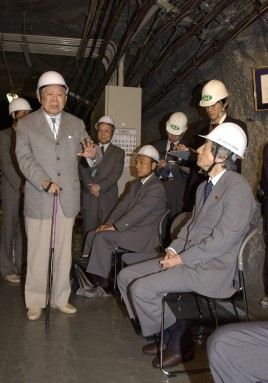
với Jun'ichirō Koizumi (tại Kamioka Observatory, Institute for Cosmic Ray Research, Đại học Tokyo ngày 27 tháng 8 năm 2003)

Masatoshi Koshiba tốt nghiệp Đại học Tokyo năm 1951 và lấy bằng Tiến sĩ Vật lý tại trường Đại học Rochester, New York, Hoa Kỳ trong năm 1955. Từ tháng 7 năm 1955 đến tháng 2 năm 1958 ông là Nghiên cứu viên, Khoa Vật lý, Đại học Chicago. Từ tháng 3 năm 1958 đến tháng 10 năm 1963, Koshiba là Phó Giáo sư, Viện Nghiên cứu hạt nhân, Đại học Tokyo, mặc dù từ tháng 11 năm 1959 đến tháng 8 năm 1962, ông được cho nghỉ với chức danh Senior Research Associate với cấp bậc danh dự là Phó Giáo sư và là Giám đốc Điều hành của Phòng thí nghiệm Vật lý năng lượng cao và vũ trụ xạ, Khoa Vật lý, Đại học Chicago. Tại Đại học Tokyo, Koshiba trở thành Phó giáo sư tháng 3 năm 1963 và sau đó trở thành Giáo sư tháng 3 năm 1970 tại Khoa Vật lý, phân ban Khoa học, và cuối cùng thành Giáo sư danh dự vào năm 1987. Từ năm 1987 đến năm 1997, Koshiba dạy tại Đại học Tokai. Trong năm 2002, ông chia sẻ Giải Nobel Vật lý "cho các đóng góp tiên phong cho vật lý thiên văn, đặc biệt cho những phát hiện của neutrino vũ trụ." (hai nhà vật lý đồng nhận giải với ông là Raymond Davis, Jr., và Riccardo Giacconi của Hoa Kỳ)

## Xuất bản
- Koshiba, M.; Fukuda, Y; và đồng nghiệp (1998). "Evidence for Oscillation of Atmospheric Neutrinos". Physical Review Letters. Quyển 81 số 8. tr. 1562. arXiv:hep-ex/9807003. Bibcode:1998PhRvL..81.1562F. doi:10.1103/PhysRevLett.81.1562.
- Koshiba, M.; Fukuda, Y; và đồng nghiệp (1999). "Constraints on Neutrino Oscillation Parameters from the Measurement of Day-Night Solar Neutrino Fluxes at Super-Kamiokande". Physical Review Letters. Quyển 82 số 9. tr. 1810. arXiv:hep-ex/9812009. Bibcode:1999PhRvL..82.1810F. doi:10.1103/PhysRevLett.82.1810.